# Гульбадан Бегам
Гульбадан Бегам (1523 —1603) — представниця династії Великих Моголів, історикиня, письменниця.

## Життєпис
Була донькою Бабура, засновника династії Моголів в Індії. Змалку супроводжувала батька разом з іншими членами родини під час численних походів. У 1540 році вийшла заміж за Хизра Ходжу. Того ж року після повалення влади її брата Хумаюна разом з родиною втекла до іншого брата Камрана, намісника Кабула. У 1558 році, незабаром після відновлення влади Моголів в Індії Гульбадан Бегам переїздить до Агри на запрошення свого небожа Акбара.
Після цього здебільшого приділяла час написаню своєї історичної праці. а також іншим літературним заняттям. У 1575—1582 роках здійснила подорож до Мекки. У 1603 році сприяла замиренню падишаха акбара з його сином Салімом (майбутнім Джаханґіром). Померла того ж року в Агрі.

## Історик
Єдиною відомою на тепер працею Гульбадан Бегам є «Хумаюн-наме», що писана перською мовою. Збереглися лише окремі частини, де Гульбадан описує життя тюрків, походи Бабура та Хумаюна, життя у гаремі, також подається розповідь про її подорож до Мекки.